# Erwin Rüsch
Erwin Johann Rüsch war ein deutscher Historiker und Philosoph.
Er promovierte 1930 an der Universität Hamburg mit einer Arbeit über die Haitianische Revolution, d. h. den Sklavenaufstand in der französischen Kolonie Saint-Domingue von 1791, und emigrierte später nach Chile. Er lehrte Philosophie an der Universidad de Chile, wo er auf verschiedene Persönlichkeiten von maßgeblichen Einfluss war, darunter Roberto Torretti.
In seiner Schrift Die Bedeutung Diltheys für die Philosophie der Gegenwart (The meaning of Dilthey for present day philosophy) verteidigte er Dilthey.

## Publikationen (Auswahl)
- Erwin Rüsch: Die Revolution von Saint Domingue. (= Übersee-Geschichte;[4] Band 5). Friedrichsen, de Gruyter & Co., Hamburg 1930 (Besprechung, in Teilansicht)
- Erwin Johann Rüsch: Von den Forderungen einer kommenden Zeit an die gegenwärtige. Schmoelzer & Albers, Santiago de Chile 1946